# Mario Been
Marinus Antonius Been, conosciuto come Mario Been (Rotterdam, 11 dicembre 1963) è un allenatore di calcio ed ex calciatore olandese, di ruolo centrocampista.

## Caratteristiche tecniche

### Giocatore
In campo ricopriva il ruolo di mezzapunta.

## Carriera

### Giocatore

#### Club
Ha debuttato nel calcio il 5 settembre 1982 in occasione di Feyenoord-NEC Nijmegen (1-0), in prima divisione olandese, e ha giocato la sua ultima partita il 17 settembre 1995, nell'Excelsior, in occasione di Haarlem-Excelsior (4-0). Ha giocato dal 1982 al 1988 con la maglia del Feyenoord, segnando 53 gol in 137 partite.
All'inizio della stagione 1988-1989 viene acquistato dal Pisa, espressamente richiesto dal presidente Romeo Anconetani; l'acquisto di Been si rivelerà azzeccato: con la squadra nerazzurra disputerà due stagioni, la prima in Serie A e la seconda in Serie B. Nel 1990-1991 inizia il campionato con il club toscano, ma a novembre torna nei Paesi Bassi, destinazione Roda JC.

Been (a sinistra) al Pisa nel 1989, mentre discute con il milanista e connazionale Van Basten.

L'anno successivo passa all'Heerenveen, in seconda divisione, militando successivamente un anno in Austria, nel Tirol Innsbruck, e concludendo la sua carriera da calciatore tornando nei Paesi Bassi, dal 1993 al 1996, giocando con la maglia dell'Excelsior Rotterdam, in seconda divisione olandese.

#### Nazionale
Ha giocato nella nazionale olandese Under-20.
Nonostante le buone doti, ha ricevuto una sola convocazione in nazionale maggiore, all'inizio della carriera, nel 1984.

### Allenatore
Come allenatore, è stato il vice del Feyenoord dal 2000 al 2004, a fianco di Bert van Marwijk. Nella stagione 2005-2006 diventa il tecnico della prima squadra dell'Excelsior Rotterdam, con cui vince il campionato di seconda divisione olandese. Dal 2006 al 2009 è stato alla guida del NEC Nijmegen.
Dal 2009 è l'allenatore del Feyenoord. Nel 2010 i biancorossi subiscono la peggiore sconfitta della lorostoria, uno 0-10 sul campo del PSV, ma Been non viene esonerato e, grazie al trio d'attacco Castaignos-Wijnaldum-Miyaichi, riesce a portare la squadra a ridosso della zona play-off; tuttavia il 13 luglio si dimette in seguito alla sfiducia datagli dalla squadra a nome del capitano Ron Vlaar.
Il 30 agosto 2011 diventa l'allenatore del Genk, con cui nella stagione 2012-2013 trionfa nella Coppa del Belgio. Nel febbraio del 2014 viene sollevato dall'incarico.
Nel 2016/2017 è il vice di Dick Advocaat al Fenerbahçe.
Nel luglio del 2017 allena l’APOEL per sole tre partite tra cui il superamento dei preliminari di Champions contro il F91 Dudelange.
Al 2020 è opinionista sui canali ESPN.

## Statistiche

### Cronologia presenze e reti in nazionale
| Cronologia completa delle presenze e delle reti in nazionale ― Paesi Bassi | Cronologia completa delle presenze e delle reti in nazionale ― Paesi Bassi | Cronologia completa delle presenze e delle reti in nazionale ― Paesi Bassi | Cronologia completa delle presenze e delle reti in nazionale ― Paesi Bassi | Cronologia completa delle presenze e delle reti in nazionale ― Paesi Bassi | Cronologia completa delle presenze e delle reti in nazionale ― Paesi Bassi | Cronologia completa delle presenze e delle reti in nazionale ― Paesi Bassi | Cronologia completa delle presenze e delle reti in nazionale ― Paesi Bassi |
| Data                                                                       | Città                                                                      | In casa                                                                    | Risultato                                                                  | Ospiti                                                                     | Competizione                                                               | Reti                                                                       | Note                                                                       |
| -------------------------------------------------------------------------- | -------------------------------------------------------------------------- | -------------------------------------------------------------------------- | -------------------------------------------------------------------------- | -------------------------------------------------------------------------- | -------------------------------------------------------------------------- | -------------------------------------------------------------------------- | -------------------------------------------------------------------------- |
| 14-11-1984                                                                 | Vienna                                                                     | Austria                                                                    | 1 – 0                                                                      | Paesi Bassi                                                                | Qual. Mondiali 1986                                                        | -                                                                          | 73’                                                                        |
| Totale                                                                     |                                                                            | Presenze                                                                   | 1                                                                          |                                                                            | Reti                                                                       | 0                                                                          |                                                                            |

## Palmarès

### Giocatore

#### Club
- Campionato olandese: 1

Feyenoord: 1983-1984
- Coppa dei Paesi Bassi: 1

Feyenoord: 1983-1984

#### Individuale
- Miglior talento dell'anno in Eredivisie: 1

1984

### Allenatore
- Eerste Divisie: 1

Excelsior: 2005-2006
- Coppa del Belgio: 1

Genk: 2012-2013
- Supercoppa del Belgio: 1

Genk: 2011